# ريكس جونستون (لاعب بولينغ)
ريكس جونستون (بالإنجليزية: Rex Johnston)‏ هو لاعب بولينغ أسترالي، ولد في 7 أكتوبر 1950.